# Haplogroupe R1b1c10
R1b1c10 est un sous-clade de l'haplogroupe R1b, descendant de l'Haplogroupe P (Y-ADN), utilisé en génétique comme marqueur d'une population. Il est situé sur le chromosome Y. Il est aussi connu sous la dénomination R1b1b2a2g ou S28/U152 ou R1b1b2a1a2d3a.

## Historique
Ce marqueur,  découvert en 2005,  a été référencé  par l'ISOGG en 2006. La mutation liée à ce marqueur semble dater de 11400 ans (à 1000 ans près) mais les estimations varient selon les auteurs. 

## Aspect technique
|        | Référence SNP  | Forward PCR              | Reverse PCR            | Taille(bp) | Position(bp) |
| R-U152 | rs1236440: G>A | cttagctatacagcctctttttgg | aacattccacgcttgaggataa | 172        | 127          |

Selon David K Faux

## Répartition géographique et historique
Le marqueur R1b1C10 est probablement celui des Celtes de La Tène. La répartition est centrée sur le nord ouest de la Suisse. Une base de données est disponible et collecte les données des porteurs de cette mutation.

## Décodage
Plusieurs sociétés décodent ce marqueur :
- Family tree DNA
- 23andme
- EthnoAncestry
- deCODEme